# Келен (комуна)
Келен (люксемб. Kielen, фр. Kehlen, нім. Kehlen) — комуна Люксембургу. Входить до складу кантону Капеллен в окрузі Люксембург.

## Географія
Площа території комуни становить 28,18 км² (23-є місце за цим показником серед 116 комун Люксембургу).
Висота найвищої точки комуни над рівнем моря складає 389 метрів (71-е місце за цим показником серед комун країни), найнижчої — 242 метрів (57-е місце).

## Демографія
Станом на 2011 рік на території комуни мешкало 5 038 ос.
Динаміка чисельності населення:

## Адміністративний поділ
До складу комуни входять такі поселення:
| Поселення | Населення за даними переписів: | Населення за даними переписів: | Населення за даними переписів: |
| Поселення | на 31.03.1981                  | на 01.03.1991                  | на 15.02.2001                  |
| --------- | ------------------------------ | ------------------------------ | ------------------------------ |
| Донделанж | 59                             | 136                            | 143                            |
| Келен     | 1 024                          | 1 302                          | 1 627                          |
| Кайспельт | н/д                            | н/д                            | 555                            |
| Майспельт | н/д                            | н/д                            | 284                            |
| Носпельт  | 561                            | 753                            | 754                            |
| Ольм      | 505                            | 1 418                          | 1 429                          |